# سن جونز کولونی (تگزاس)
سن جونز کولونی (به انگلیسی: Saint Johns Colony) یک منطقهٔ مسکونی در ایالات متحده آمریکا است که در تگزاس واقع شده‌است. سن جونز کولونی ۱۶۶٫۱۲ متر بالاتر از سطح دریا واقع شده‌است.